# Neocorynura guarani
Neocorynura guarani is een vliesvleugelig insect uit de familie Halictidae. De wetenschappelijke naam van de soort is voor het eerst geldig gepubliceerd in 2010 door Smith-Pardo.